# Musée d'Aceh
 (mars 2024).
Si vous disposez d'ouvrages ou d'articles de référence ou si vous connaissez des sites web de qualité traitant du thème abordé ici, merci de compléter l'article en donnant les références utiles à sa vérifiabilité et en les liant à la section « Notes et références ».
Le musée d'Aceh se situe à Banda Aceh, dans la province d'Aceh au nord de l'île de Sumatra. Ouvert pendant la colonisation néerlandaise en 1915, il présente une collection qui retrace l'histoire de la région, du sultanat d'Aceh et de la culture achinaise.

## Histoire

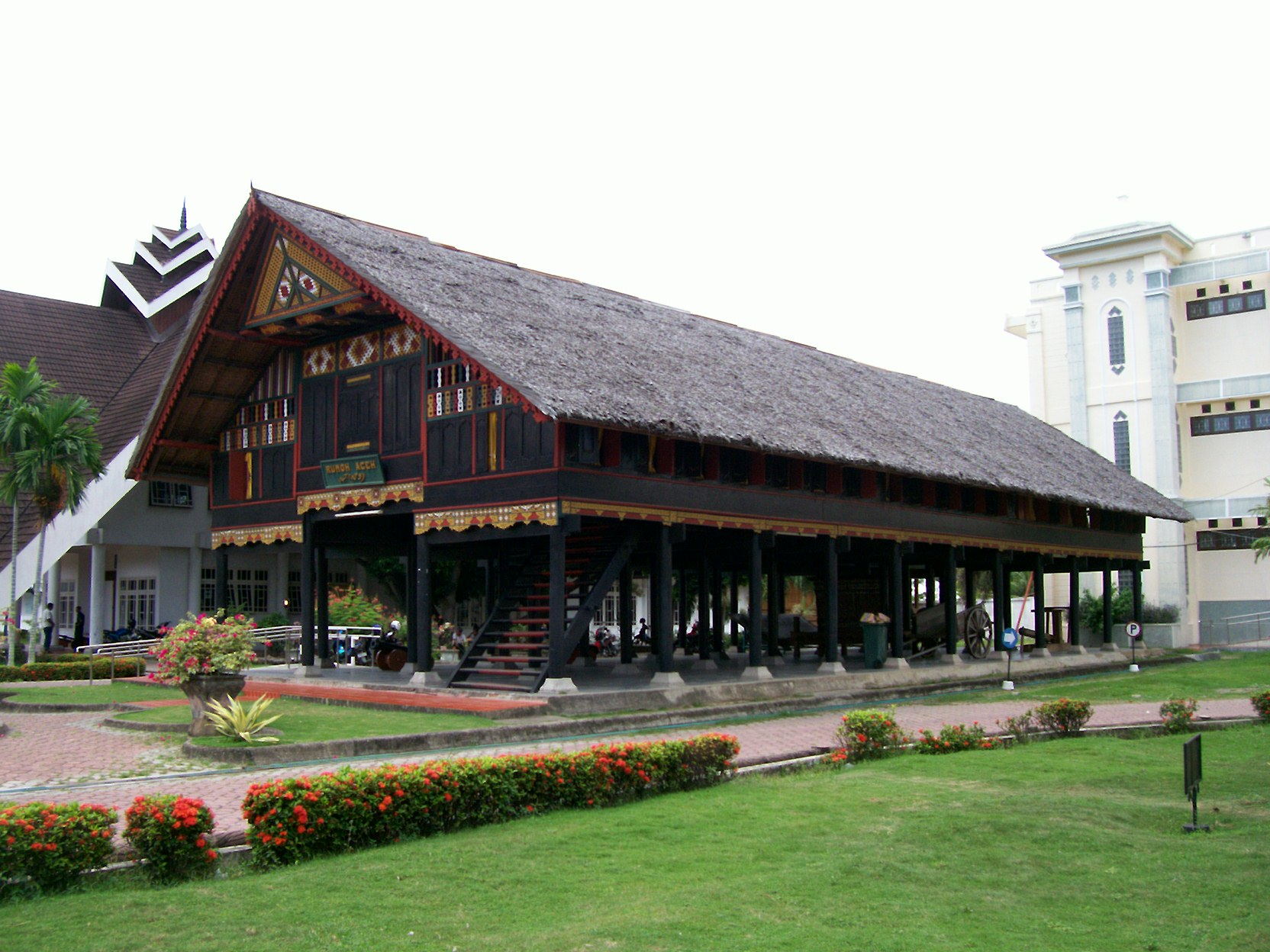
Rumoh Aceh construite en 1914 et bâtiment principal du musée.

Le bâtiment historique du musée est une maison traditionnelle achinaise (Rumoh Aceh) construite en 1914 pour l'exposition coloniale organisée du 20 août au 22 novembre 1914 à Semarang dans les Indes néerlandaises. Désigné meilleur pavillon de l'exposition, il est décidé de le démonter et de l'installer à Koetaradja pour en faire un musée provincial. Il est inauguré le 31 janvier 1915.
En 1974, une donation permet d'agrandir le musée avec la construction de nouveaux bâtiments modernes qui abritent l'exposition permanente, une bibliothèque, un laboratoire de recherche et un amphithéâtre.

## Collections

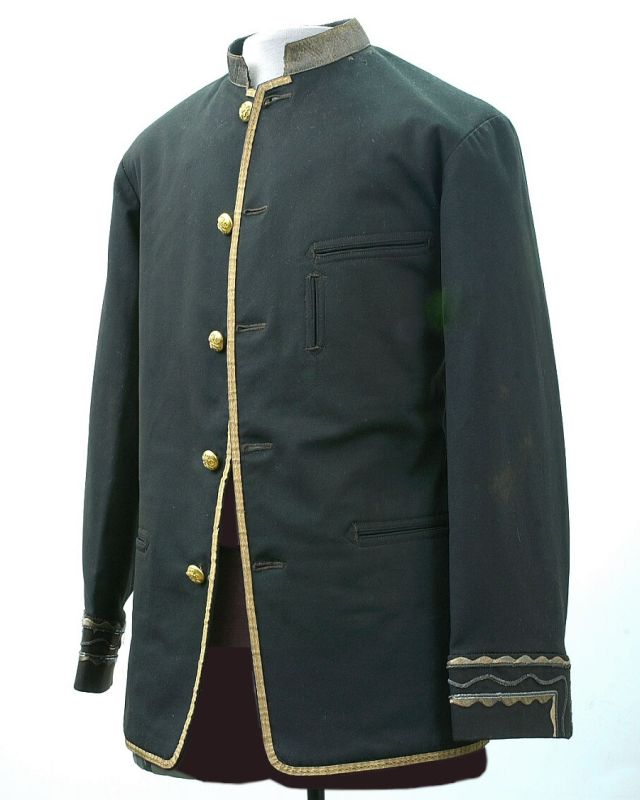
Veste de Teuku Umar conservée au TropenMuseum.

Initialement, le musée abritait la collection personnelle de l'ethnographe Friedrich Stammeshaus qui a fondé le musée et a été le premier conservateur. En 1933, il revend sa collection à l'institut colonial d'Amsterdam, aujourd'hui le Tropenmuseum. Parmi les objets vendus et aujourd'hui conservés aux Pays-Bas se trouvait la veste de Teuku Umar, l'un des dirigeants de la guérilla achinaise contre les néerlandais lors de la guerre d'Aceh.